# Richia oaxacana
Richia oaxacana är en fjärilsart som beskrevs av William Schaus 1898. Richia oaxacana ingår i släktet Richia och familjen nattflyn. Inga underarter finns listade.